# Willi Viertel
Willi Viertel (5 de Setembro de 1911 - 31 de Agosto de 1943) foi um piloto alemão da Luftwaffe durante a Segunda Guerra Mundial. Voou 600 missões de combate, nas quais destruiu 24 tanques, 3 pontes de 17 embarcações.